# Alejandro Huerta
Alejandro Huerta Pastor (* 11. Februar 1998 in Arona, Teneriffa) ist ein spanischer Beachvolleyballspieler. Er wurde 2023 Meister seines Heimatlandes.

## Karriere
Mit Óscar Jiménez startete der auf der größten Kanarischen Insel geborene Sportler bei verschiedenen kontinentalen und Welttitelkämpfen der Jugend und der Junioren. Beste Resultate waren im ersten Jahr ihrer Zusammenarbeit die Vizeweltmeisterschaft 2014 der unter Neunzehnjährigen und der dritte Rang bei der U18-Europameisterschaft im gleichen Jahr. Weitere bemerkenswerte Ergebnisse gelangen den Spaniern mit Viertelfinalteilnahmen in den folgenden Spielzeiten bei europäischen und Welttitelkämpfen im nicht Erwachsenenbereich.
Diese Ergebnisse konnte Huerta 2018 mit seinem älteren Bruder Javier noch einmal verbessern. Die beiden standen im Finale in Jūrmala. Zuvor hatten sie bei drei Ein-Stern-Events der FIVB das Halbfinale erreicht, in Bangkok bei der Siegerehrung sogar auf der untersten Stufe des Treppchens gestanden. Bei der Studentenweltmeisterschaft in München waren sie Neunte von 32 Beachduos geworden. Von 2019 bis 2021 startete Alejandro Huerta mit César Menéndez. Die beiden wurden Siebzehnte bei den Drei-Sterne-Turnieren in Sydney und Jūrmala und Dritte bei der Ein-Stern-Veranstaltung in Baden. Mit Reñé Giralt gelang eine Spielzeit später der sechste Rang bei der FISU Championships in Maceió.
Direkt im Anschluss entschieden sich die Brüder für eine erneute Zusammenarbeit. Ihnen gelangen Achtungserfolge bei den beiden Challengers in Dubai und dem gleichartigen Wettbewerb in Torquay mit dem jeweils geteilten neunten Rang. 2023 überstanden sie bei der Europameisterschaft die Vorrunde, wurden zum ersten Mal spanische Meister und gewannen vorher das Futures in Madrid. Wertvollste Ergebnisse 2025 waren bis einschließlich Juni der Sieg beim gleichwertigen Turnier in Valencia und der erste Platz in der Vorrunde des CEV Nations Cup in der spanischen Hauptstadt gemeinsam mit Antonio Saucedo und Álvaro  Viera, der ihrem Land die Teilnahme an der Endrunde dieses Events ermöglichte. Dieses Turnier in Espinho war voraussichtlich das letzte gemeinsame Turnier der Huerta-Brüder, bei dem sie Platz drei erreichten.
Bereits Ende Oktober 2024 gab der langjährige Weltklassespieler Adrián Gavira bekannt, zukünftig mit Alejandro Huerta zusammenzuspielen. Ende Juli 2025 starteten Gavira/Huerta auf der Europameisterschaft in Düsseldorf, schieden allerdings nach zwei Niederlagen in der Vorrunde aus.